# Jacoby Jones
Jacoby McLean Jones (* 11. Juli 1984 in New Orleans, Louisiana; † 14. Juli 2024 ebenda) war ein US-amerikanischer American-Football-Spieler auf der Position des Wide Receivers, der bei Kickoffs und Punts auch als Return-Spezialist eingesetzt wurde. Er spielte in der National Football League (NFL) für die Houston Texans, Baltimore Ravens, San Diego Chargers und zuletzt Pittsburgh Steelers. Im Februar 2013 stellte er im Super Bowl XLVII in seiner Geburtsstadt mehrere Super-Bowl-Rekorde auf: 289 erzielte Yards, darunter einen Kickoff-Return-Touchdown über 108 Yards.

## Karriere

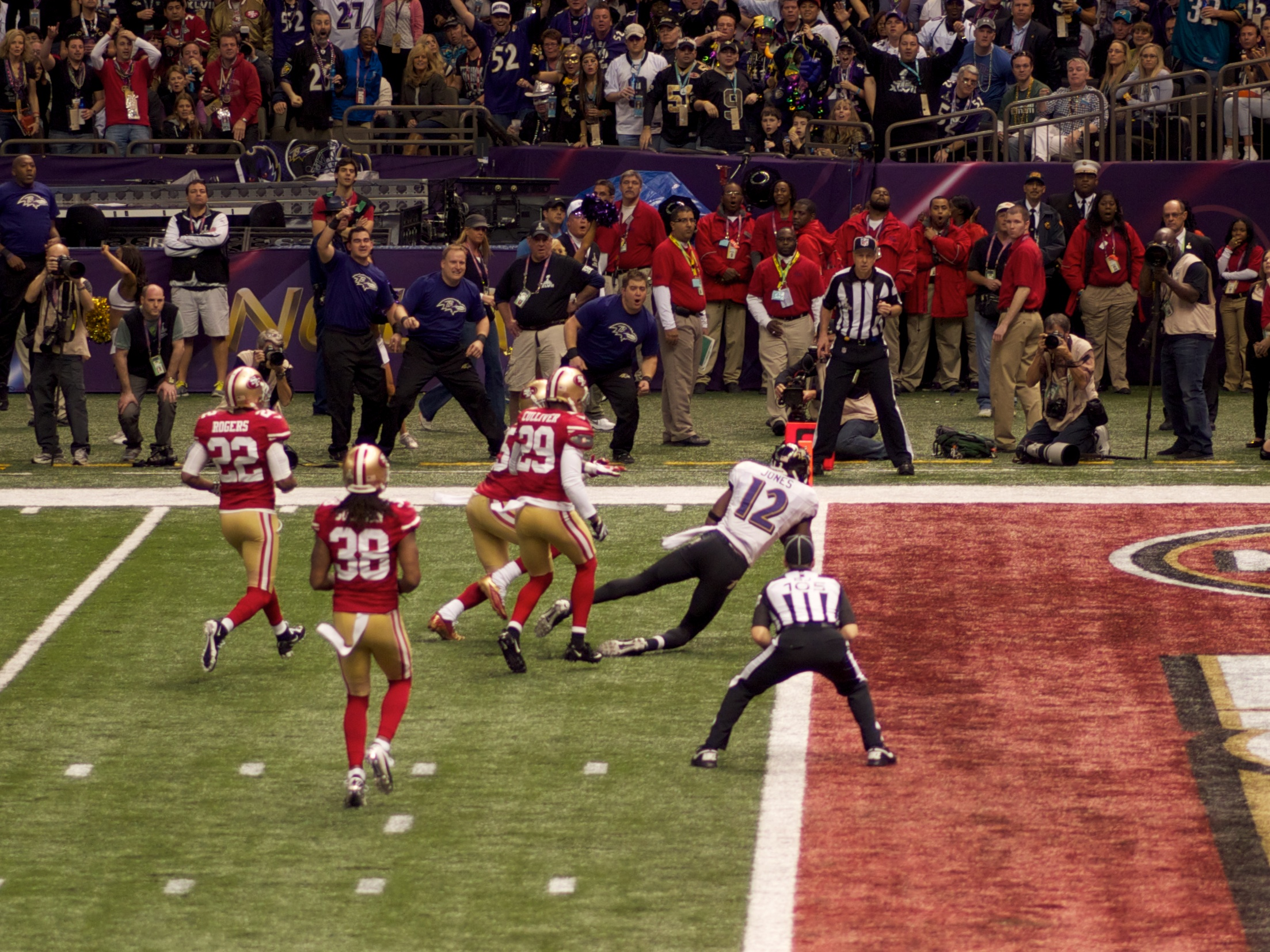
Im Super Bowl XLVII erzielte Jones (#12) den Touchdown zum 20:3 für Baltimore.

Der 1,88 Meter große und 100 kg schwere Jones besuchte die Marion Abramson Highschool in New Orleans, wo er in mehreren Sportarten glänzte, so auch in Basketball und Leichtathletik. Am Lane College spielte er aber nur noch College Football und spezialisierte sich auf Punt- und Kickoff-Returns.
Er wurde 2007 von den Houston Texans als 73. Spieler in der NFL Draft ausgewählt. Er glänzte in der NFL mit seiner Athletik, war aber nicht besonders ballsicher. Als ein missglückter Catch von ihm für eine Play-off-Niederlage, gegen sein späteres Team, die Baltimore Ravens, verantwortlich gemacht wurde, musste er das Team 2012 verlassen. Bei den Ravens unterschrieb er einen Zweijahresvertrag über 7 Millionen US-Dollar. Dort war Jones hinter Anquan Boldin und Torrey Smith dritter Wide Receiver, fing 30 Pässe für 406 Yards Raumgewinn und erzielte zwei Touchdowns. Daneben entwickelte er sich zu einem der besten Return-Spezialisten der NFL, als er jeweils gegen die Dallas Cowboys und die Oakland Raiders einen Kickoff aus 108 bzw. 105 Yards, sowie gegen die Pittsburgh Steelers einen Punt aus 63 Yards in die Endzone lief. Als „Special Teamer“ schaffte Jones sowohl die Wahl zum All-Pro als auch in den Pro Bowl.

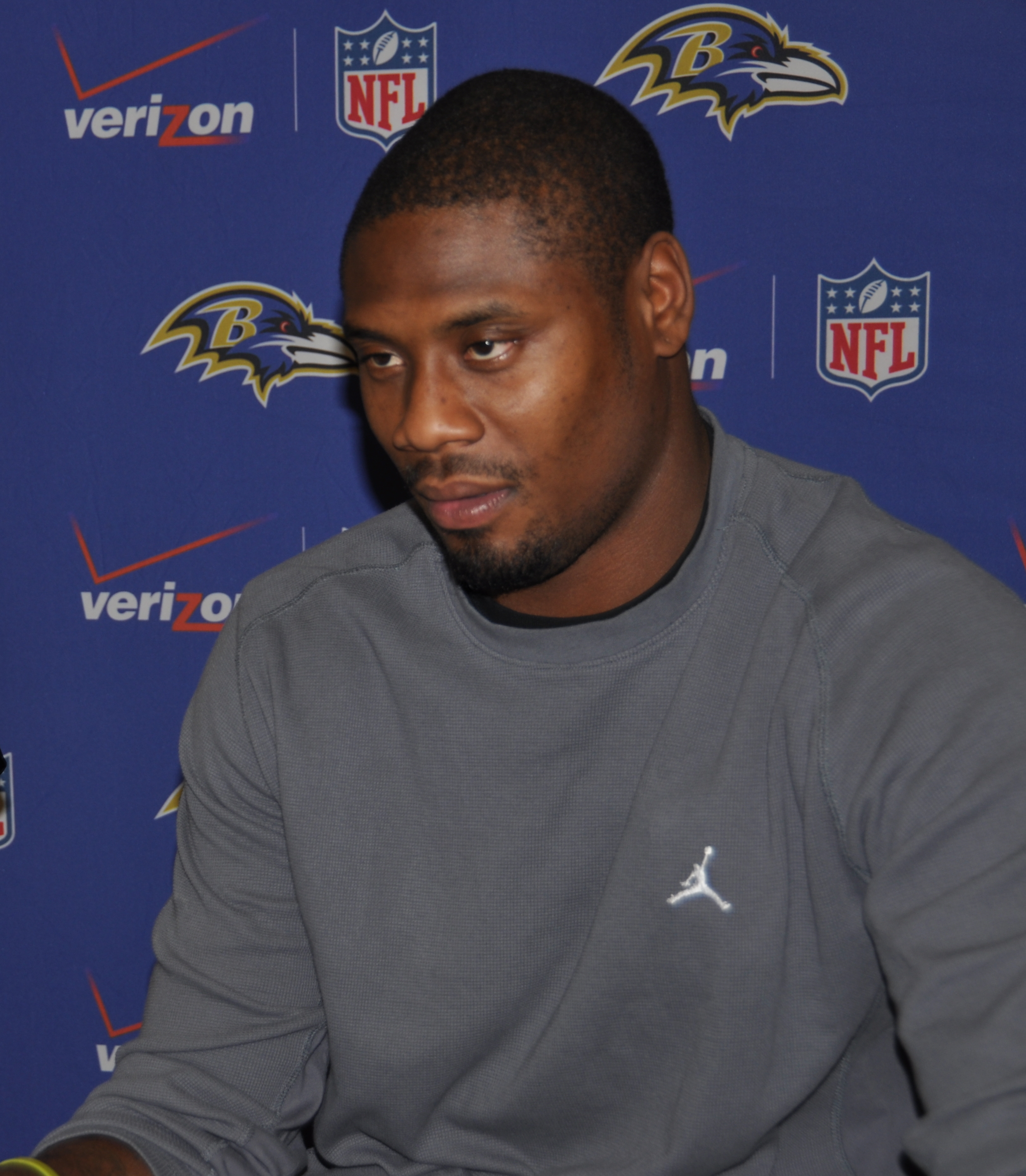
Jacoby Jones (2014)

Im Play-off-Spiel bei den Denver Broncos fing er einen 70-Yards-Pass von Joe Flacco, mit dem er wenige Sekunden vor dem Ende die Partie ausglich. Auch im Super Bowl XLVII war er mit raumgreifenden Spielzügen erfolgreich, in der 1. Halbzeit verwandelte er als Wide Receiver einen 56-Yards-Pass zum 20:3, nach der Halbzeitpause erzielte er mit einem 108-Yards-Kickoff-Return seinem zweiten Touchdown.
Jones nahm 2013 an der 16. Staffel der US-Serie Dancing with the Stars teil und belegte den dritten Platz.
Nach einem Return-Fumble im Dezember 2015 wurde er bei seinem letzten Team, den Pittsburgh Steelers, entlassen und spielte damit sein letztes NFL-Spiel.
2017 unterschrieb er einen Vertrag bei den Monterrey Steel, die in der National Arena League (NAL) spielten. In acht Spielen für die Steels konnte er unter anderem 19 Pässe für 169 Yards und einen Touchdown fangen.
Am 29. September 2017 unterschrieb er einen Ein-Tages-Vertrag bei den Ravens, sodass er als Mitglied des Teams zurücktreten konnte.
Jones starb im Juli 2024, wenige Tage nach seinem 40. Geburtstag, in seinem Haus in New Orleans. Die Todesursache ist unbekannt.

## Rekorde
Stand Oktober 2017 hielt Jones einige Franchise- und NFL-Rekorde. Bei den Texans hielt er die Rekorde für die meisten Punt Returns (179), die meisten Punt-Return-Yards (1.820) und die meisten Punt-Return-Touchdowns (3). Bei den Ravens hielt er die Rekorde für die längsten (108 Yards) und meisten (4) Kick-Return-Touchdowns. Der 108-Kickoff-Return-Touchdown im Super Bowl XLVII ist zudem der längste Kickoff-Return-Touchdown und der längste Spielzug in der Geschichte des Super Bowls.